# Coulommiers sajt
A coulommiers a Seine-et-Marne megyében található, azonos nevű francia járási székhelyről elnevezett, tehéntejből érlelt penészes lágysajt. Közeli rokona a brie, ami jóval híresebb, pedig a coulommiers-t készítik régebb óta.

## Előállítása, jellemzői
A coulommiers kisebb, mint a brie; átmérője 12–15 cm. Íze édeskés, mogyorós, enyhén sós. 4-8 hétig érlelik. Fehér, hamvas külsejű, belül sárgás. A nyers tejből előállított sajt kérge enyhén vöröses.

## Fogyasztása
Akár a többi penészes sajtot, ezt is ajánlott fogyasztás előtt kivenni a hűtőből, hogy szobahőmérsékletűre melegedhessen, mert íze ilyenkor a legjobb. Kenyérrel, gyümölccsel és mazsolás kaláccsal pompás reggeli, vacsora lehet. Fondü készítéséhez is használják.